# Prälat-Leopold-Ungar-JournalistInnenpreis
Der Prälat-Leopold-Ungar-JournalistInnenpreis ist einer der höchstdotierten österreichischen Journalistenpreise. Namensgeber der Auszeichnung ist der langjährige Präsident der Caritas, Prälat Leopold Ungar.

## Preis
Seit dem Jahr 2004 wird der Prälat Leopold Ungar Medienpreis jedes Jahr für journalistische Leistungen von der Caritas der Erzdiözese Wien und der Raiffeisenlandesbank Niederösterreich-Wien vergeben. Im Jahr 2010 war der Preis mit 20.000 Euro dotiert.
Mit diesem Preis werden herausragende journalistische Leistungen prämiert, die Toleranz und Verständnis im Umgang mit gesellschaftlichen Randgruppen fördern und sich mit sozialpolitischen Themen wie Armut, Obdachlosigkeit, Migration, Flucht, Alter, Krankheit oder Diskriminierung auseinandersetzen. Ausgezeichnet werden Journalisten, die sich in und mit ihrer Arbeit couragiert gegen Vorurteile wenden und sich im Spannungsfeld zwischen Emotion und Information sensibel um kreative Zugänge in der Berichterstattung bemühen.

## Jury
Die Ermittlung der Preisträger erfolgt durch eine fünfköpfige, unabhängige Jury. Der Vorsitzende wird von der Jury selbst bestimmt und hat volles Stimmrecht. Bisherige Jurymitglieder waren u. a.: Heinz Nußbaumer, Roland Machatschke, Barbara Stöckl, Peter Wesely, Florian Klenk, Andrea Puschl, Irene Brickner und Susanne Scholl.

## Preisträger
- 2004: Florian Klenk (Falter), Ed Moschitz (ORF, Am Schauplatz) und Regina Strassegger (ORF)
- 2005: Teresa Arrieta (Ö1, Journal Panorama), Wolfgang Machreich (Die Furche) und Andrea Puschl (ORF, Thema)
- 2006: Dorothee Frank (Ö1), Nina Horaczek (Falter), Cornelia Krebs (Ö1), Georg Motylewicz und Christian Schüller (ORF bzw. Bayern Alpha)
- 2007: Barbara Stöckl (ORF, Help TV), Stefan Hauser (Radio Stephansdom), Peter Zimmermann und Katja Gasser (Ö1, Hörbilder) sowie Irene Brickner (Der Standard)
- 2008: Judith Brandner (Ö1, Radiokolleg), Katrin Mackowski (ORF, Kreuz & Quer), Martin Staudinger (Profil)
- 2009: Donja Noormaofidi/Thomas Wolkinger (Falter), Rike Folcher (ORF, Thema) und Doris Stoisser (Ö1)
- 2010: Ernst Johann Schwarz, Münire Inam (ORF, Report), Stefan Apfl (Falter), Isabelle Engels (Ö1), Olivera Stajic, Güler Alkan, Jasmin Al-Kattib, Mascha Dabic, Meri Disoski, Armand Feka, Eva Zelechowski (Onlineprojekt dastandard.at)
- 2011: Kurt Langbein, Gottfried Derka (ORF), Barbara Tóth (Falter), Christian Brüser (Ö1), Ulrike Gladik (Online)
- 2012: Elisabeth Steiner (Der Standard)[1], Florian Kröppel (ORF Hauptabteilung Religion), Sarah Bárci (Ö1), Alexia Weiss (Wiener Zeitung)[2]
- 2013: Edith Meinhart (profil), Roberto Talotta (Ö1), Peter Liska & Meryem Çitak (ORF kreuz und quer), Sandra Ernst Kaiser (diestandard.at)
- 2014: Nina Brnada (Datum, Die Furche), Bernt Koschuh (Ö1/Ö3), Christoph Feurstein (ORF Thema) und das Team von Dossier (Medium)
- 2015: Duygu Özkan (Presse am Sonntag, Kategorie Print), Mirjam Unger (Kategorie TV, ORF-Sendung Am Schauplatz), Monika Kalcsics (Kategorie Hörfunk, Ö1-Hörbilder), Simon Hadler (orf.at, Kategorie Online), Rainer Schüller, Christa Minkin & Maria von Usslar (derstandard.at, Kategorie Online)[3]
- 2016: Sibylle Hamann (Falter, Kategorie Print); Nicole Kampl, Jürgen Pettinger und Lisa-Marie Gotsche (ORF, Kategorie TV); Thomas Seifert (Wiener Zeitung, Kategorie Online); Marlene Groihofer (Radio klassik Stephansdom, Kategorie Hörfunk)[4]
- 2017: Moritz Gottsauner-Wolf und Jürg Christandl (Kurier, Kategorie Print), Beate Haselmayer (ORF, Kategorie TV), Bartholomäus von Laffert (Ö1, Kategorie Hörfunk), Yvonne Widler (Kurier Online, Kategorie Online)[5]
- 2018: Philip Pramer, Gabriele Scherndl und Elisa Tomaselli (Kategorie Print, Der Standard), Lisa Gadenstätter und Elisabeth Gollackner (ORF, Kategorie TV), Alois Schörghuber (Ö1, Kategorie Hörfunk), Rainer Fleckl, Maria Kern, Christoph Hanslik, Johannes Kaiser und Christine Grabner (Online, Addendum)[6]
- 2019: Gerlinde Petric-Wallner (Kategorie Hörfunk, Radio Klassik Stephansdom), Laura Fischer (Kategorie Print, Datum), Sonja Hochecker und Andrea Poschmaier (Kategorie TV, ORF, Thema), Olivera Stajic (Kategorie Online, DerStandard.at)[7]
- 2020: Claudia Gschweitl (Kategorie Hörfunk, Ö1, Hörbilder), Nina Strasser (Kategorie Print, News), Christa Hofmann (Kategorie TV, ORF, Weltjournal), David Freudenthaler, Michael Mayrhofer und Philipp Pankraz (Kategorie Online, Addendum)[8]
- 2021: Gerald John (Kategorie Print, Der Standard), Tiba Marchetti (Kategorie Fernsehen, ORF), Jana Mack und Julia Breitkopf (Kategorie Online/Multimedia, Podcast-Serie „Inselmilieu“), Ernst Weber (Kategorie Radio, Ö1)[9]
- 2022: Soraya Pechtl (Kategorie Print, Falter), Vanessa Böttcher (Kategorie Fernsehen, ORF), Stefan Melichar, Michael Nikbakhsh, Ola Westerberg und Sebastian Pumberger (Kategorie Online/Multimedia, Profil), Matthias Däuble (Kategorie Radio, Ö1)[10]
- 2023: Robert Treichler (Kategorie Print, Profil), Nora Zoglauer (Kategorie Fernsehen, ORF), Katharina Brunner, Lisa Kreutzer, Sandra Schmidhofer, Fabian Füreder und Arthur Moussavi-Wagner (Kategorie Online/Multimedia), Noel Kriznik (Kategorie Radio, Ö1)[11]
- 2024: Daniela Krenn (Kategorie Print, Falter), Andrea Eder (Kategorie Fernsehen, ORF), Johannes Greß (Kategorie Online/Multimedia, Wiener Zeitung), Miriam Steiner (Kategorie Radio, Ö1)[12][13]

## Anerkennungspreis
- 2008: Joseph Gepp (Falter, Kategorie Print), Gerald John (Kategorie Print), Elisabeth Ohnemus (Ö1, Radiokolleg), Franz Zeller (Ö1, Dimensionen, Kategorie Hörfunk), Brigitte Wojta (Kategorie TV), Sabine & Michael Ranocha, Fredrik Baker & Sandra Fasolt (ORF, Kreuz & Quer, Kategorie TV)[14]
- 2009: Markus Müller-Schinwald (Kategorie Hörfunk), Christian Brüser  (Kategorie Hörfunk), Matthias Däuble (Kategorie Hörfunk), Philip Scheiner (Kategorie Hörfunk), Houchang & Tom-Dariusch Allahyari (Kategorie TV), Stefanie Berger (Kategorie TV), Gerhar Tuschla (Kategorie TV), Maria Sterkl (Kategorie Online), Inge Baldinger (Kategorie Print), Gabriele Vasak (Kategorie Print)[15]
- 2010: Georgia Schulze (Ö1, Kategorie Hörfunk), Elisabeth Putz & Iris Nindl (Ö1, Kategorie Hörfunk), Edith Meinhart (Profil, Kategorie Print), Zoran Dobric (ORF Thema, Kategorie TV), Markus Mörth (ORF Kreuz & Quer, Kategorie TV), Danielle Proskar (ORF Kreuz & Quer, Kategorie TV)[16]
- 2011: M-Media Redaktion (Kategorie Print), Anna Thalhammer (Biber, Kategorie Print), Oliver Rubenthaler (ORF Thema, Kategorie TV), Peter Kullmann (ORF Kreuz & Quer, Kategorie TV), Barbara Krommer & Nadja Hahn (Ö1 Wirtschaftsmagazin Saldo, Kategorie Hörfunk), Ursula Scheidle (Ö1 Hörbilder, Kategorie Hörfunk), Hanna Silbermayr (Kategorie Online)[17]
- 2012: Jutta Sommerbauer (Tageszeitung „Die Presse“, Kategorie Print), Werner Hörtner (Magazin „Südwind“, Kategorie Print), Maria Katharina Moser (ORF-Sendereihe „Orientierung“, Kategorie TV), Patrick Budgen (ORF Wien Heute, Kategorie TV), Sarah Kriesche (Radio Wien, Kategorie Hörfunk), Andreas Zinggl (Ö1 Journal Panorama, Kategorie Hörfunk)[18]
- 2013: Marina Decheva (Das Biber, Kategorie Print), Ruth Eisenreich (Falter, Kategorie Print), Saskia Jungnikl (derstandard, Kategorie Print), Christian Rathner (ORF Orientierung Spezial, Kategorie TV), Elisabeth Krimbacher & Thomas Grusch (ORF kreuz und quer, Kategorie TV), Susanna Zaradic (ORF Thema, Kategorie TV), Veronika Mauler und Stefanie Panzenböck (Ö1, Kategorie Hörfunk)[19]
- 2014: Petra Ramsauer (Welt der Frau, Kategorie Print), Köksal Baltaci & Duygu Özkan (Die Presse, Kategorie Print), Simon Schennach (ORF Am Schauplatz, Kategorie TV), Patrick Gruska (PULS 4 AustriaNews Show, Kategorie TV), Karin Fischer und Birgit Pointner-Pfeifer (Ö1, Kategorie Hörfunk), Andreas Wetz (diepresse.com, Kategorie Online), Julia Herrnböck (derstandard.at, Kategorie Online), Simon Hadler (ORF.at, Kategorie Online)[20]
- 2015: Julia Schnizlein-Riedler (News, Kategorie print), Yilmaz Gülüm (News, Kategorie print), Fritz Schaap (Datum, Kategorie print), Eva-Maria Hinterwirth („Eurovision Sign“, ORF, Kategorie TV), Julieta Rudich („ORF Weltjournal“, ORF, Kategorie TV), Magdalena Maier („ORF Am Schauplatz“, ORF, Kategorie TV), Nadja Kwapil, Barbara Zeithammer und Ernst Weber (Ö1, Kategorie Hörfunk), Yvonne Widler (NZZ.at, Kategorie Online), Rainer Schüller/Christian Minkin/Maria von Usslar (derstandard.at, Kategorie Online)[21]
- 2016: Ursula Theiretzbacher („Journal-Panorama: Tod im Mutterleib – Wenn die Ankunft zum Abschied wird“, Ö1, Kategorie Hörfunk), Nour Khelifi und Simon Kravagna (biber, Kategorie Print)[22], Peter Lachnit (Ö1 diagonal, Kategorie Hörfunk), Gernot Lercher („Die Waldmenschen“, kreuz und quer, Kategorie TV), Gernot Lercher („Die letzten Arbeiter“, Am Schauplatz, ORF, Kategorie TV), Nadja Hahn und Elisabeth Stratka („How to be Austrian“, Ö1, Kategorie Online)[23]
- 2017: Mareike Boysen (ballesterer, Kategorie Print), Nina Strasser (News, Kategorie Print), Alexandra Wachter (PULS 4, Kategorie TV), Kim Kadlec (ORF, Kategorie TV), Markus Stachl (ORF, Kategorie TV), BIZEPS (Orange 94.0, Kategorie Hörfunk), Johannes Kaup (Ö1, Kategorie Hörfunk), Beate Tomassovits (Ö1, Kategorie Hörfunk), Redaktion APA-Science (APA, Kategorie Online)[5]
- 2018: Christoph Zotter (Profil), Melisa Erkurt (biber) und Saskia Sautner-Schwaiger (Falter; jeweils Kategorie Print); Max Nicholls, Marion Priglinger und Robert Neumüller (ORF, Kategorie TV); Kerstin Tretina und Bea Sommersguter (Ö1, Kategorie Hörfunk); Julia Schilly und Sebastian Pumberger (derstandard.at, Kategorie Online)[6]
- 2019: Kategorie Print: Barbara Bachmann (Der Falter), Franziska Tschinderle (Datum), Kim Son Hoang (Der Standard) und Bianca Blei (Der Standard); Kategorie TV: Bettina Braun (3Sat), Iris Haschek (ORF III) und Ines Pedoth (ORF); Kategorie Hörfunk: Lukas Tremetsberger (Ö1), Kathrin Wimmer (Ö1) und Christine Pramhas (Ö1); Kategorie Online: Barbara Wimmer (futurezone.at)[7]
- 2020: Kategorie Print: Sophia Lang (Welt der Frauen), Eja Kapeller (Wienerin), Jana Reininger (DATUM); Kategorie TV: Helene Voglreiter (ORF) und Alexander Bischofberger-Mahr (krone.tv); Kategorie Hörfunk: Stefanie Jeller (Radio Klassik Stephansdom), Alina Sklenicka (Ö1) und Eva Gänsdorfer (Ö1); Kategorie Online: Valentine Auer[8]
- 2021: Kategorie Print: Lena von Holt, Lukas Matzinger und Naz Kücüktekin; Kategorie TV: Andrea Eder, Vanessa Böttcher, Reiner Reitsamer und Marlene Kaufmann; Kategorie Online/Multimedia: Philip Bauer, Alena Wacenovsky und Clara Akinyosoye; Kategorie Hörfunk: Johanna Hirzberger und Olivia Wimmer[9]
- 2022: Kategorie Print: Lisa Kreutzer, Lisa Breit und Clemens Neuhold; Kategorie TV: Rosa Lyon und Ajda Sticker; Kategorie Online/Multimedia: Amra Duric, Laurin Lorenz, Christopher Lettner, Delna Antia-Tatic; Kategorie Hörfunk: Juliane Nagiller, Veronika Zoidl und Julia Polczer und Miriam Steiner[10]
- 2023: Kategorie Print: Lina Paulitsch, Kategorie TV: Isabella Purkart;  Online/Multimedia: Daniela Breščaković; Kategorie Hörfunk: Bea Sommersguter[11]
- 2024: Thomas Winkelmüller (Kategorie Print, Datum), Andrea Kandioler-Kiml (Kategorie TV, ORF), Robert Bogic (Kategorie Hörfunk, Orange 94.0), Kategorie Online/Multimedia: kein Anerkennungspreis vergeben[12][13]